# Stigmatomma ophthalmicum
Stigmatomma ophthalmicum es una especie de hormiga del género Stigmatomma, familia Formicidae. Fue descrita científicamente por Baroni Urbani en 1978.

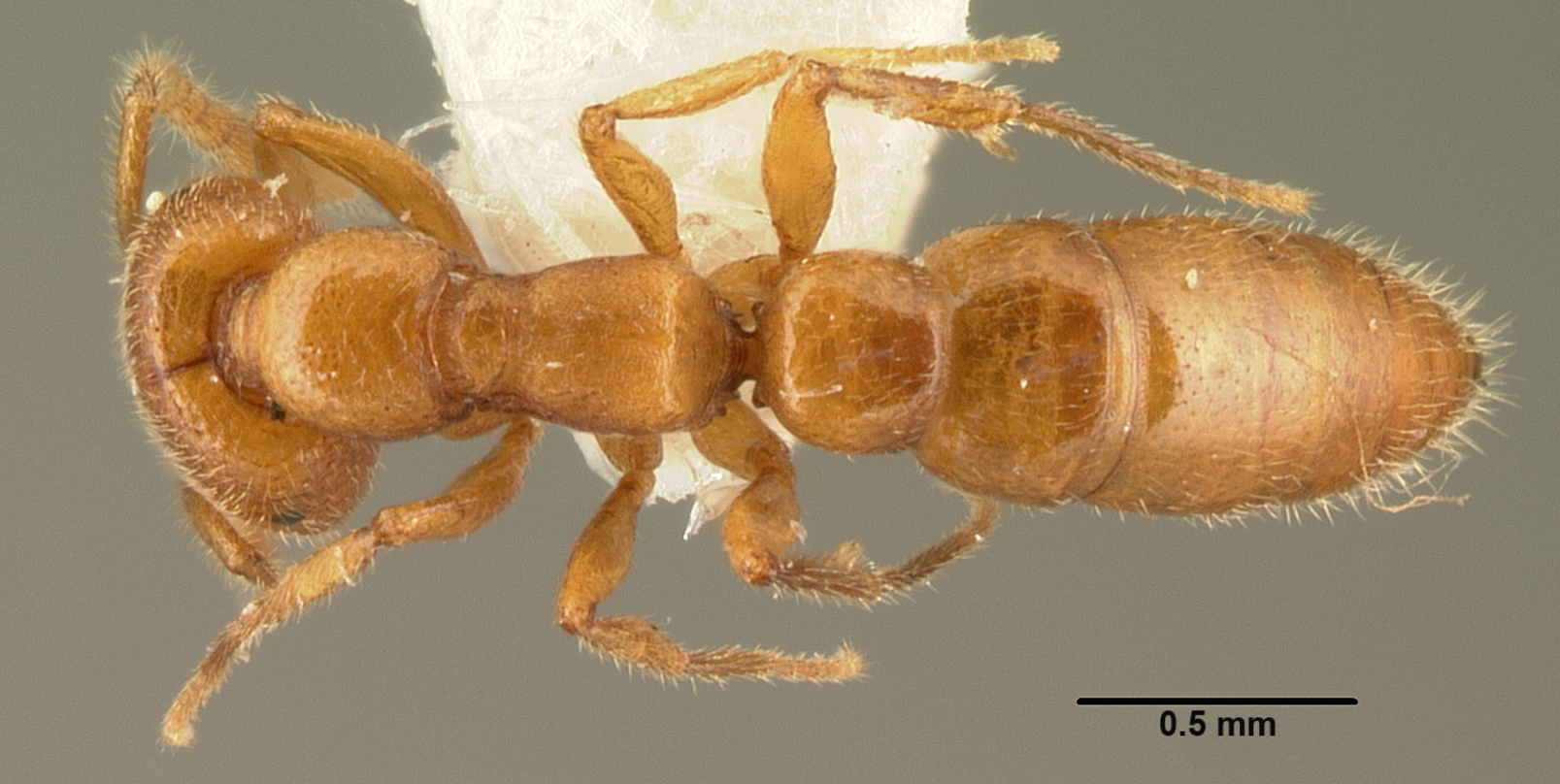
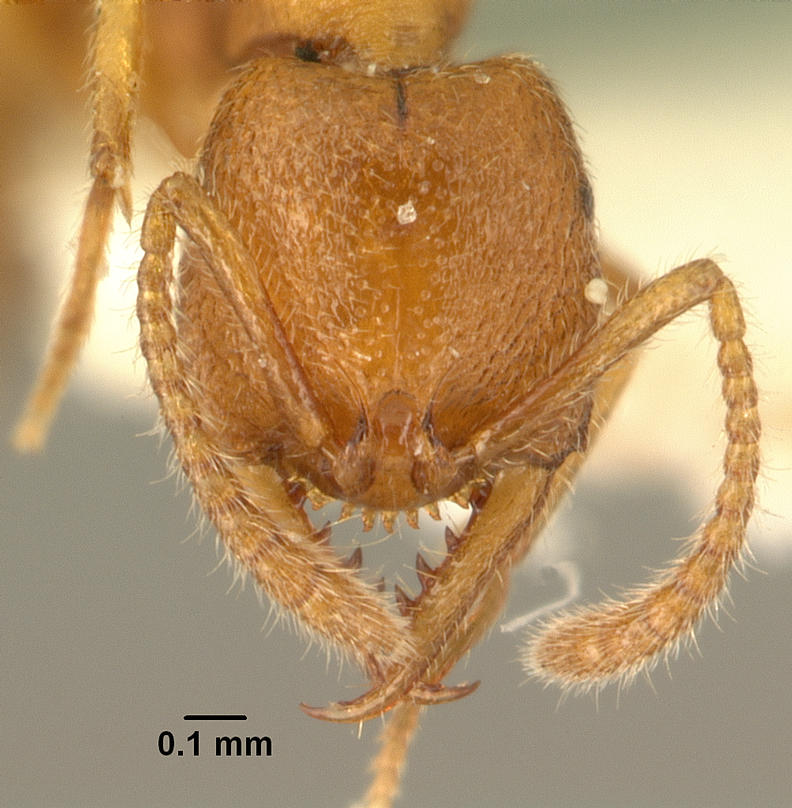

Se distribuye por Israel.